# 1등미디어
1등미디어는 SBS의 개그 프로그램 '웃찾사'(웃음을 찾는 사람들) 출신의 개그맨 김성기와 개그맨 신흥재가 운영하고있는 코믹 유튜브 채널이다. 구독자 애칭은 '1등님'이다.

## 등장인물

### 주인공
- 문과 1등 (김성기)

우리말과 역사를 사랑하는 문과일등. 비속어나 욕설을 쓰는 사람에게는 넘어가지 않고 반듯이 고친다. 2년 전 인천연합대장이였다.
- 이과 1등 (신흥재)

수학과 과학을 좋아하는 이과일등. 계산능력이 뛰어나다. 안경을 벗으면 김해 통이 된다. 싸우면
싸울수록 강해지는 스타일이다.
- 편집 1등 (김재희)

일등미디어 영상을 촬영하고, 편집하여 유튜브에 올린다.
- 뒤에서 1등 (김승진)

문과일등과 이과일등을 괴롭히고 돈을 뺐는게 취미이다.

### 인천 연합

#### 마스크 4인방
- 테니스 1등 (안시우)

마스크 4인방의 리더. 스피드가 장점이지만 체격이 작고 파워가 약하다. 오직 정보일등만 신뢰한다.
- 예체능 1등 (김원구)

마스크 4인방의 실질적 최강자로 힘이 엄청쌔다.
김성기,신흥재를 제외하고 빠져나온 사람이 없다.
- 배그 1등 (김건영)

게임을 좋아하는 마스크 4인방의 멤버. 배운대로만싸워서 싸울때는 항상 패턴이 정해져있다. 어렸을때 킥복싱을 배워 기본기가 탄탄 하다.
타학교 학생들과 13:1로 싸워 이겼다.
- 볼링 1등 (최기영)

볼링을 좋아하는 마스크 4인방의 멤버이며 길거리 싸움의 최강자. 마스크 4인방 중에서 가장 약하다.
변칙기술을씀

#### 기타
- 차기 인천연합대장 (장연우)

일등고 2학년 짱으로 중학교 시절 정승우와 싸워 이겼다. 수준이 마스크 4인방을 압도하는 실력이다. 김성기와 신흥재가 졸업한 이후에 전국 짱 자리를 물려받았다.
- 대전 짱 (정승우)

인천연합의 전국제패에 동참한 인물. 2년전 장연우에게 패배했지만 같은학년들의 반발이 커 짱자리를 유지했다. 정황에 맞춰서 이리 붙었다 저리 붙었다 한다.

### 서울 4대 천왕
- 잘나신 그분 (윤형빈)

서울 4대 천왕을 만든 장본인이며 서울 4대 천왕리더 최부기를 이길정도로 쎄다. 김성기에게 끝내 패배했다.
- 강남구 짱 (최부기)

서울 4대 천왕의 리더이며 가장 실력이 뛰어남,어렸을때부터 복싱을 배웠으며 고등학교때 전국체전 금메달을 따기도 하였다,큰키에 잘생긴얼굴 게다가 공부까지 잘해서 여자애들한테 인기가 많다. 여자애들 한테 받은 빼빼로가 집에 10바퀴는 넘는다고 한다.
- 영등포구 짱 (정재형)

서울 4대 천왕의 멤버이며 항상 밝고 긍정적이다. 웃을때는 항상 "하하하하하하하하"하면서 웃는다.
키가195cm이며 프로농구 입단테스트를 했었다.
- 종로구 짱 (손민혁)

서울 4대 천왕의 멤버였으며 지금은 신흥재에게 패배해 탈퇴당했다.강아지 덕분에 여자친구를 사귀어 강아지를 좋아한다. 손민혁의 펀치를 맞고
일어난 사람은 단한명도 없다고 한다. 종로구에 있는 모든 펀치기계를 부실정도 잘나신 그분이 문과일등에게 깨진후 이제는 오락실에있는 펀치기계 대신 틀린그림 찾기를 한다고함

### 신흥 세력

#### 주축 멤버
- 뒤에서 2등 (이선민)

이과 1등(신흥재)과 김해를 평정하였고 신흥재의 전학 이후에는 김해의 통이 되었다. 하지만 일등고로 전학 온 이후에는 뒤에서 2등이 되었다.
- 경상도 통 (도광록)

이과1등의 기메고 시절 빵셔틀 출신으로 대구를 제패하고 이과1등에게 복수하려고 하지만 패배한다.
- 경기도 짱 (이융성)

본래 이수한에게 매수당한 윤상공고 짱 출신 2짱이였으나 이수한이 그의 뒤통수를 쳐 경기도를 제패하였다.
- 울산 통 (안정빈)

거짓말을 잘 하고, 돈으로 짱이 되었다는 소문이 있다. 영화 바람을 좋아해서 "마 그라믄 안돼~"라는 말을 자주 한다.
- 전라도 짱 (박형민)

옛날에 전라도를 제패하고 서울로 올라가 강북구 짱이 되었고 서울4대천왕이 되었으나 잘나신 그분의 패배 이후 다시 전라도로 내려갔다.
- 인천&강원도 짱 (정호철)

2년전 강원도를 평정하고 인천의 짱 자리를 노렸으나 당시 인천연합대장이였던 문과1등에게 패배했다. 문과1등의 흑화 이후에는 신흥세력에 가입했으나 인천연합과 싸우지 않는다고 한다.

#### 김해
- 기메고 통 (최수락)

2년전 이과1등과 함께 김해를 평정했고 이과1등과 뒤에서2등이 전학가자 기메고 통이 되었다.

#### 인천
- 김환석 (김환석)

왠만한 학교에서 짱먹을 실력이지만 부병고에서는 심영보에게 밀려 2짱이 되었다. 그래서 2인자의 서러움으로 전학을 갔다. 필살기는 뒤돌려 차기이다.
- 부병고 2짱 (이재훈)

산타루치아 노래를 부르며 기선제압 한다. 중학교 때까지 복싱을 하여 아마추어 대회에서 입상을 한 실력자이지만 오른손 부상 때문에 심영보와 김환석에게 밀린다. 하지만 김환석의 전학 이후 부병고의 2짱이 되었다.

#### 강원도 포카칩
- 박종욱 (김그라)
- 서현제 (서현제)
- 유룡 (유룡)

문과14등의 쌍둥이 형이다.

### 부산 장산팀메드
- 부산 통 (김경록)

2년 전 잘나신그분과 전국제패를 하려고 했으나 부산에 남게 된다. 신흥세력의 전국제패를 위해 부산에 찾아온 신흥재에게 패배한다.
- 구포 통 (전호철)
- 해운대 통 (이승헌)
- 남포 통 (윤동주)
- 서동 통 (김도연)
- 영도 통 (김준관)
- 동래 통 (김민석)

북한을 제패하고 한국에 내려와서 동래 통이 되었다.
- 서면 통 (박준현)
- 박준현이 뿌린 부산의 타노스 사칭 (배명호, 주동조)

### 광주 카르텔
- 광주 짱 (권아솔)

정보1등 출신으로 키가 갑자기 커져서 정보1등을 탈퇴당하였다. 그리고 수금을 하던 광주의 지역구 짱들을 모아 광주 5군단을 만들었지만 이름을 광주 카르텔로 바꿨다.
- 박민성 (박민성)
- 박진영 (욜로박)
- 최충호 (최충호)
- 성용 (성용)

### 정보원
- 정보 1등 (김진곤)

정보 수집 능력이 매우 뛰어나다. 타의 추종을 불허하는 정보 수집능력 때문에 어디서 맞고 다니지 않는다.
- 정보 2등 (이영석)

1등미디어 최약체이다. 원래 전국이 그의 수중 하에 있었는데 키가 작아지면서 아부를 하기 시작해서 아부1등이 되었다. 김진곤 다음으로 정보력이 뛰어나 정보2등이 되었다.
- 인천 정보 1등 (안진호)

2년전 인천연합을 결성하게 한 장본인이다. 하지만 현재는 정호철을 따라다니고 있다. 유비에게 제갈량이 있듯이 각 학교의 짱에 있어야 할 정보1등의 존재감이다.
- 강원도 정보 1등 (김지영)
- 경기도 정보 1등 (이수빈)
- 대전 정보 1등 (김주오)
- 전라도 정보 1등 (김민수)
- 광주 정보 1등
- 부산 정보 1등
- 노란 머리 (강주원)

전 부산 정보1등이자 잘나신 그분의 개인 정보1등이다. 다시 전국제패를 하려는 잘나신그분의 계략에 동참하게 된다.
- 제주도 정보 1등
- 중국 정보 1등

### 스승님
- 강경호 (강경호)

이과적 성향의 최고 실력자이자 문과1등,이과1등의 격투 스승이다. 문과1등에게는 자신의 실력 100%를 전수하고 이과1등에게는 위험을 감지해 50%만 전수했다.
- 거지 아저씨 (김성기)

문과적 성향의 최고 실력자이자 강경호의 라이벌이다. 강경호와의 일이 다시 일어날까봐 문과1등과 이과1등의 싸움에 중재하려고 하지만 싸움이 더 커지자 직접 나서게 된다.
- 양성훈 (양성훈)

예체능계의 최고 실력자이다. 강경호가 이과1등과 문과1등의 스승이 되자 흥분하였고, 이후 흑화한 문과1등이 거지 아저씨의 제자가 되자 김원구를 자신의 제자로 삼는다.
- 꼰대 1등 (이원종)

강경호와 양성훈, 거지 아저씨의 스승이다. 강경호와 거지 아저씨의 싸움을 중단시킨 장본인으로 모든 싸움이 10초를 넘기는 일이 없는 재야의 초고수이다.

### 전설의 타짜 3인방
- 초아 (김성기)
- 루트 (신흥재)
- 아령 (김원구)

### 그 외
- 거짓말 1등 (장유환)

매사에 거짓말로 친구가 없는데 선의의 거짓말로 친구를 도울 때가 있다. 중학교 때 짱 출신이라 주장하는데 실제로 타학교와 2대 1로 싸웠다고 한다.
- 말장난 1등 (주성중)

2년전 김성기의 친구였다. 언어유희의 달인으로서 문과에서는 김성기도 넘볼 실력자이지만 게으르다. 1년전 이태원에서 흑인과 싸워 이겼다는 소문이 있다.
- 부병고 짱 (심영보)

2년전 부평구 짱자리를 두고 예체능1등과 싸웠지만 패배했다. 맷집이 좋아 항상 한 사람만 팬다. 이성을 잃으면 그 누구도 말릴수 없다. 현재는 나오지 않아 인천을 떠났을 수도 있다.
- 윤상공고 짱 (이수한)

싸움실력으로는 2짱이 맞으나 이융성을 매수하여 짱이 되었다. 2년전에 신흥재와 붙었으며 끝까지 패배하지 않으려고 무기를 드는 양아치 스타일이다. 현재는 나오지 않아 인천을 떠났을 수도 있다.
- 포항 통 (이원석)

서울에서 서울4대천왕을 사칭하였으나 잘나신그분에게 패배하여 포항에 내려왔다.
- 선배 기메고 통 (정민제)

2년전 김해를 평정하던 이과1등에게 패배했다고 한다.
- 가야고 패거리 (엑스트라 16명)

이과1등이 김해를 평정하기 전 김해의 최강세력이였으나 기메고 3인방에게 패배한다.
- 마포구 짱 (최성진)

포항 통과 같이 서울4대천왕을 사칭하던 인물이였으나 뒤에서1등에게 패배했다.
- 이과 2등 (양종인)

도광록과 같은 이과1등의 빵셔틀 출신이였다. 이과1등에게 공부로 복수하려 한다.
- 문과 14등 (유룡)

결혼할 여자친구가 있으며 한번도 싸운적이 없다.
- 이과 19등 (조훈)

다른 학교와의 트러블의 원인인 문과1등과 이과1등을 싫어하지만 이과1등이 서울4대천왕으로부터 구해준 이후에는 이과1등을 롤모델로 삼는다.
- 제주도 짱

전국에서 유일한 중립세력. 서울4대천왕에 가입한 이과1등에게 패배했다.
- 선배 뒤에서 1등 (미키광수)

문과1등과 이과1등의 2학년 시절 일등고 짱이였으며 현재 징 1등으로 전락했지만 인천연합의 전국제패 이후에는 타노스를 사칭한다.
- 타노스

잘나신그분의 언급 말고는 정보가 없으며 2년전 서울을 제패하고 서울4대천왕을 결성한 잘나신그분과 싸워 이겼으나 전국제패를 잘나신그분에게 양보한다. 잘나신그분의 패배 이후에는 슬슬 움직이려고 했으나 잘나신그분에게 히든카드로 쓰였고, 잘나신그분이 신흥재에게 패배한 이후에도 나오지 않았으며 김성기와 신흥재가 화해하고 문과와 이과가 통합되면서 반대 세력으로써 엄두조차 못냈다.
- 타노스의 정보1등 (김형인)
- 광해고 문과1등 (임준빈)
- 광해고 이과1등 (백승훈)
- 광해고 뒤에서1등 (권영기)
- 광해고 거짓말1등 (오인택)
- 광해고 말장난1등 (서금천)
- 일등고 학생주임 (서기원)
- 잘나신그분 여자친구 (정경미)
- 뒤에서1등 여자친구 (이리원)
- 김성용 (장홍제)

김성기의 동생으로 손민혁에게 맞아 병원에 입원해 있다.

## 유행어

### 문과 1등
- "살어리 살어리랏다 쳥산애 살어리랏다 얄리얄리 얄라셩 얄리얄리 얄라셩~~"
- "위 두어렁셩 두어렁셩 다링디리"
- "이그젝틀리!"
- "너가 지금 무슨 의도로 나에게 의사전달을 하려고 하는지 나는 도무지 납득이 되지 않는걸?"
- "너가 말하는 뚝배기 깨버린다는 말은 머리를 때리다 머리를 강타하다를 속되게 표현한 말로써 올바른 표현으로는 두개골에 충격을 가해 훼손시키다 라는 좋은 표현이 있어."
- "너가 말하는 뚝배기 깨버린다는 말은 머리를 때리다 머리를 강타하다를 속되게 표현한 말로써 올바른 표현으로는 두개골에 충격을 가해 훼손시키다 라는 좋은 표현이 있음에도 불구하고 넌 잘못된 견해나 사고를 근본적으로 규정하고 있는 테두리로써의 인식의 체계를 바꾸어야할 필요성이 있어."
- "어설프게 놀거면 시작도 하지마."

### 이과 1등
- "칼카나마알아철니 수헬리베붕탄질산 수금지화목토천해 a²+b²=c²"
- "이 팔의 각도를 구하시오!, 이 다리의 각도를 구하시오!"
- "바로그거지"
- "마! 감당할 수 있겠나?"

## 시리즈물

### 시즌
- 시즌1 : 인천 연합

부병고 대표주자들이 일등고를 쳐들어온 이후, 문과 1등이 과거 인천 연합의 대장이었다는 사실이 밝혀진다. 그러나 현재의 문과 1등이 기억을 잃었다는 사실을 알게 되자 인천 대표주자들은 일등고에 대한 공격을 감행한다. 이에 문과 1등이 나서보지만 기억을 잃은 문과 1등은 외워간 같은 말만 반복하다 밟히게 되고... 한편 이과 1등은 마스크 4인방의 멤버를 유추해내는 도중 문과 1등이 인천 짱을 만나러 간 것을 알게 되고 예체능 1등, 기메고 싸움 1등(現 뒤에서 2등), 뒤에서 1등과 함께 일등고 연합을 결성한다. 마스크 4인방은 일등고 연합보다 일찍 도착하여 인천 대표주자들을 퇴치하고 이에 부평고 대표주자는 現 인천 대표주자인 정호철을 불러보지만 정호철 마저 김성기의 편을 들자 도망친다.
- 시즌2 : 경상도의 통

경상도에서 싸움을 잘하는 지역은 부산, 울산, 창원, 김해, 대구, 포항, 이 6개의 지역으로 알려져 있는데 이 중에서 김해와 대구가 가장 싸움을 잘하는 것으로 알려져있다. 이과 1등과 싸움 1등이 전학을 가자 대구가 경상도의 대표주자가 되기 위해 이과 1등 때문에 김해의 싸움 최강으로 불리는 기메고를 치기로 한다! 하지만 이에는 다른 이유가 있었는데, 바로 현재 대구의 대표주자인 도광록이, 과거 이과 1등의 빵셔틀이었다는 점이다. 이에 기메고 전복은 자신 때문이라며 자책하던 이과 1등이 혼자 대구로 가자, 정보 1등의 소식을 들은 뒤에서 1등과 싸움 1등도 합류한다. 이제 상황은 도광록의 절친인 일등고 이과 2등과 마스크 4인방을 움직일 힘을 가진 문과 1등에게 달렸다! 문과 1등은 마스크 4인방과 함께 대구로 내려갔다. 그 곳에서는 도광록과 이과 1등의 싸움이 일어나고 있었다. 이과 1등은 과거의 일에 대해 도광록에게 사과를 하지만 도광록은 용서를 구하고 싶으면 최선을 다해 싸워달라고 부탁하였다. 싸우다가 이과1등 신흥재는 이성을 잃게 되고 도광록이 위험에 처하게 되었는데 그걸 본 문과1등 김성기가 신흥재의 주먹을 막는다. 그렇게 이과 1등의 승리로 끝이 났다.
- 시즌3 : 서울 : 전쟁의 시작

3년 전, 문과 1등 아니 인천 연합 대장 김성기가 인천 연합을 결성하는 과정을 이야기로 담고 있는 시즌이다. 남동구 짱 김건영(배그 1등), 부평구 짱 김원구(예체능 1등), 연수구 짱 최기영(볼링 1등), 계양구 짱 안시우(테니스 1등) 이렇게 넷은 인천 짱이 되기 위하여 수많은 싸움을 하였다. 그렇게 힘들게 잡아놓은 인천의 균형이 단 한 명에 의해 깨지고 마는데.. 그 한 명은 바로 강원도를 혼자 평정하고 온 인천 대장 정호철이였다. 그는 각 4명의 짱들 사이에서 이간질을 시킨 다음 짱들끼리 싸움을 벌이게 하였다. 그렇게 무너져가는 인천을 보다 못한 김성기는 직접 나서서 이들을 하나로 뭉치게 하였고, 인천 연합을 결성하였다. 원래는 정호철까지 하여 인천 연합은 총 6명이였으나 정호철은 일찍 탈퇴하고 만다. 그렇게 결성된 인천 연합은 인천 뿐만 아니라 전국의 평화를 위해 나선다. 그러다가 그들은 김해에 경상도의 통에 거의 가깝다고 볼 수 있는 신흥재가 있다는 것을 알게 되고 김해로 내려갔으나 김성기는 아직은 자신의 뜻을 전할 때가 아닌 것 같다며 돌아가기로 한다.
- 시즌4 : 시작된 전국 제패

시즌 3에서 마지막에 잠깐 나왔던 영등포구 짱 정재형, 강북구 짱 박형민, 종로구 짱 손민혁, 강남구 짱 최부기로 이루어진 서울 4대 천왕은 마스크 4인방에게 신흥재를 데리고 오라고 약속을 하였다. 그들 역시 인천 연합과 같은 전국 제패를 꿈꾸고 있었다.그들은 이미 2년 전 그 사건 으로 인해 충청도, 강원도, 인천을 제패한 상황이였다. 그래서 남은 곳은 경상도, 경기도, 제주도였다. 서울 4대 천왕은 전국 제패를 위해 신흥재를 쳐야만 했었다. 마스크 4인방은 문과 1등의 눈을 피해 자신들이 이 문제를 해결하려 한다. 한두 명씩 서울 4대 천왕을 찾아갔다. 하지만 서울 4대 천왕에게 상대가 되지 않았다. 서울 4대 천왕은 이과 1등이 손민혁을 이겼다는 소식을 듣고 이과 1등을 서울 4대 천왕으로 들어오게 하려 한다. 그렇게 이과 1등을 직접 찾아가서 서울 4대 천왕에 들어오라고 제안을 한다.그렇게 마스크 4인방과 서울 4대 천왕의 마지막 싸움 도중 이과 1등이 아닌 신흥재가 등장하고 싸움은 끝이 나고 말았다.
- 시즌5 : 반격의 서막

이과 1등은 문과 1등이 잃어버린 일기장을 우연히 줍게 된다. 그의 일기장 첫 일기 내용은 신흥재를 이과 1등으로 만들어주었을 때의 일이였다. 그 일기를 보면서 이과 1등은 문과 1등이 자신을 2년 동안 속이고 자신을 이용했다는 것을 알고 분노하고 만다. 신흥재는 그렇게 서울 4대 천왕에 들어가고 그 안에서 세력을 넓히려 한다. 그리고 전국 제패를 위해 계획을 세우고 새로운 세력을 만든다. 이름은 바로 신흥 세력! 신흥재는 자신이 세운 계획을 실행하였고 그로 인해 마스크 4인방은 문과 1등이 이때까지 자신들을 속였다는 것을 알게 된다. 이젠 문과 1등이 아닌 김성기는 서울 4대 천왕을 한 명씩 사냥하기 시작한다. 마스크 4인방은 김성기에게서 등을 돌렸지만 김성기가 그들에게 남긴 메세지를 듣고 김성기를 이해한다. 그리고 신흥재의 전국 제패를 막기 위해 김성기와 잘 나신 그 분과의 1:1상황을 막으려 하지만 신흥 세력도 같이 움직였고 마스크 4인방은 신흥 세력과 겨루게 된다. 그렇게 신흥재의 계획대로 흘러가는 듯 하였으나 김성기와 잘 나신 그 분의 싸움에서 김성기가 져야 하는 상황에서 이겨버리고 신흥재는 김성기와 싸움을 하였다. 신흥재는 싸움에서 밀렸지만 김성기의 안경 트라우마를 이용해 위기에서 벗어났다. 누가 이겼는지 졌는지 모르는 애매한 상황에서 이야기는 끝이 났다.
- 시즌6 : 문과 이과

### 전설의 타짜 3인방
- 시즌1

심리전의 대가인 문과 출신 타짜의 초아, 확률 싸움의 대가인 이과 출신 타짜 루트, 뚝배기의 대가인 예체능 출신 타짜 아령, 이 셋은 누군가에게 쪽지를 받게 되고 전국 타짜 대회에서 대결을 펼친다. 대결에서 승리하는 자는 쪽지를 보낸 그 누군가를 만날 수 있게 되며 그 과로 통합을 할 수 있다. 아직 승부는 끝나지 않았다.
- 시즌2